# Arslanbob
Arslanbob, aussi appelé Arstanbap ou Arslanbab, est un village de montagne du Kirghizstan, situé dans la province de Djalal-Abad, à proximité de la ville de Bazar-Korgon.
Ancien lieu d'élevage du ver à soie, Arslanbob est une localité de 1 500 habitants, très pittoresque, majoritairement peuplée de personnes d'ethnie ouzbèke. 
Le village est situé au pied du somptueux massif montagneux de Babach-Ata, propice aux excursions pédestres. Immédiatement à proximité d'Arslanbob, on accède facilement à deux chutes d'eau très impressionnantes. Le village et les cascades sont le lieu d'un pèlerinage ouzbek, organisé autour de la tombe d'Arslanbob, personnage vénéré dans l'islam ouzbek.
Lieu de légendes, Arslanbob se trouve également au cœur d'un immense massif forestier constitué pour l'essentiel de noyers. Il s'agirait de la forêt de noyers la plus ancienne et la plus vaste du monde. Ce qui en fait une curiosité de premier plan.

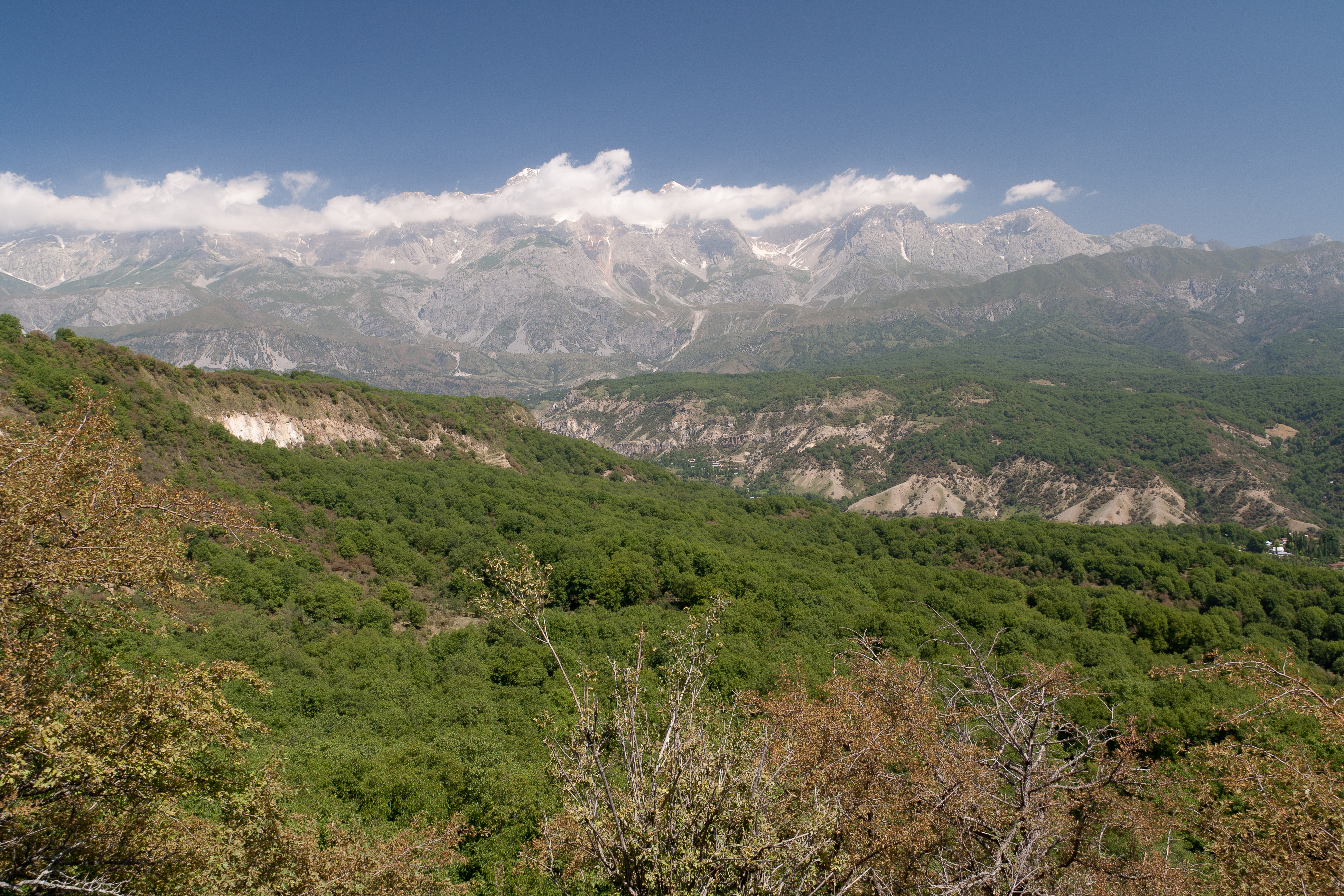
Forêt de noyers d'Arslanbob